# تافي رويفاس
تافي رويفاس (بالإنجليزية: Taavi Rõivas)‏ سياسي إستوني ينتمي إلى حزب الإصلاح. وهو رئيس وزراء إستونيا منذ 26 مارس 2014 كما يتزعم حزبه منذ 6 أبريل 2014.

## روابط خارجية
- تافي رويفاس على موقع الموسوعة البريطانية (الإنجليزية)
- تافي رويفاس على موقع مونزينجر (الألمانية)